# Geh’ nicht in die Stadt (heut’ Nacht)
Geh’ nicht in die Stadt (heut’ Nacht) ist ein Lied der deutschen Schlagersängerin Juliane Werding aus dem Jahr 1984.

## Entstehung und Veröffentlichung
Das Lied wurde von Michael Kunze und Harald Steinhauer geschrieben, wobei die Komposition von Steinhauer und der Text von Kunze entstammt. Steinhauer zeichnete darüber hinaus für die Produktion verantwortlich.
Die Erstveröffentlichung von Geh’ nicht in die Stadt (heut’ Nacht) erfolgte als Single im Januar 1984 bei WEA Records. Diese erschien als 7″-Single mit der B-Seite Wie bin ich hierhergekommen. Am 24. Juli 1984 erschien das Lied als Teil von Juliane Werdings siebtem Studioalbum Ohne Angst.
Um das Lied zu bewerben, erfolgte unter anderem ein Liveauftritt als Neuvorstellung in der ZDF-Hitparade am 31. März 1984.

## Inhalt
In dem Lied geht es um einen Mann, dem der Job gekündigt wurde, was ihn missmutig und wütend stimmt. Er will Rache üben und seine Freundin redet ihm zu: „Geh’ nicht in die Stadt (heut’ Nacht)“ und selbst wenn er nicht mehr an Wunder glaubt, so solle er auch nicht an die Gewalt glauben.

## Chartplatzierungen
| ChartsChartplatzierungen                 | Höchstplatzierung | Wochen |
| ---------------------------------------- | ----------------- | ------ |
| Deutschland (GfK)                        | 42 (14 Wo.)       | 14     |
| Niederlande (Media Markt / Dutch Charts) | 14 (7 Wo.)        | 7      |

## Coverversionen (Auswahl)
- 1984: Sue Schell – Two Different Beats (Album: Here, There and Everywhere)[6]
- Janny Lammers - Ga niet na de stad